# دهستان شبخوس‌لات
دهستان شَبخوس‌لات نام دهستانی در بخش رانکوه شهرستان املش، استان گیلان در ایران است. براساس سرشماری مرکز آمار ایران در سال ۱۳۸۵، جمعیت آن ۱۱۲۰۱ نفر (۳۰۸۵ خانوار) بوده‌است.
دهستان شَبخوس‌لات یکی از پنج دهستان شهرستان املش است.

## پیشینه نام
لات واژه‌ای گیلکی به معنای زمین هموار و بی‌گیاه یا به‌قولی (کناره) رود است. این واژه در برخی نام‌های جغرافیایی گیلان دیده می‌شود مانند شبخوس‌لات. در نتیجه نام شبخوسلات برگرفته از دو اسم (شبخوس) که همان درخت شب‌خسب و (لات) زمین‌های اطراف رودخانه می‌باشد.
معنی دوم شبخوسلات که مورداعتقاد اهالی منطقه است داستانی تاریخی می‌باشد که سینه به سینه نقل گردیده و حتی برخی از بزرگان و ریش سفیدان محل به آن معتقدند و کتابی نیز در این زمینه وجود داشته که در دست یکی از اهالی دیلمان مقیم پایتخت می‌باشد و آن بر این است که:
دو تپه در دو سوی دشت (لات) بزرگی که درساحل شمالی و جنوبی کیارود (به عنوان بزرگ‌ترین و پرآب‌ترین رود منطقه) قرار دارد تپهٔ قلعه کوتی (درساحل بالا یعنی محل کنونی شبخوسلات) و تپه شاه‌سرا (در ساحل پایین محل کنونی شبخوس‌سرا)، در زمان پادشاهان کیایی (قرن نهم هجری) دو تن ازحکمرانان کیایی زندگی می‌کردند که برسر تقسیم و استفاده ازدشت ومرتع (لات) مذکور، اختلافات ریشه‌ای و دیرینه داشتند.
آن‌ها برای از بین بردن درگیری‌ها و تنش‌های همیشگی بین هم، به این نتیجه رسیدند تا وصلتی میان دو قوم انجام پذیرد. بعد از نشست فراوان، این کار عملی شد و داماد از قومی که در قلعه کوتی ساحل بالا ساکن بودند و عروس از تپهٔ شاه‌سرا انتخاب شده ومراسم جشن وپایکوبی آغاز شد. سپس هر دو گروه از تپه‌ها پایین آمده و درلات مورد نظر به شادی و پایکوبی پرداختند. مراسم تا پاسی از شب ادامه یافت، اما عروس به دلیل نامعلوم، ناخوش شده و بلافاصله مرد. امروزه بقعه سیده معصومه در نزدیکی مرکز درمانی شهر رانکوه قراردارد، که منسوب به وی می‌باشد.
از آن پس، به میمنت مراسم ازدواج واحترام عروس فوت شده، این محل با ترکیبی از نام دو گروه و به اسم شبخوسلات (شه‌خوس‌لات) نامگذاری گردید که با گذشت زمان و تغییر تلفظ شبخوسلات نامیده شد و تا به امروز این اسم را حفظ کرده‌است.